# アウグスト・ベッカー
ハインリヒ・アウグスト・ベッカー（Heinrich August Becker, 1812年〔1814年とも〕8月17日 - 1871年3月26日）は、ドイツの著作家、革命家、共産主義者。ゲオルク・ビューヒナーやヴィルヘルム・ヴァイトリングの政治運動に関わった。

## 人物
ヘッセンのブッツバッハに牧師の子として生まれる。ギーセン大学で神学を学ぶが、中途で退学してしばらく安定した職業につかずに過ごしていた。この間に反体制的な政治活動に関わるようになり、この頃ギーセン大学の医学生であったビューヒナーと親交を結んだ。当時彼は周囲から「赤毛のベッカー」と呼ばれていた。ベッカーはビューヒナーとともに「人権協会」を設立し、またブッツバッハで反政府活動に従事していたフリードリヒ・ルートヴィヒ・ヴァイディヒにビューヒナーを引き合わせた。これをきっかけにビューヒナーは労働者階級への扇動文書『ヘッセン急使』を執筆、この文書の印刷、配布にベッカーも関わった。しかし仲間の密告に会い、ビューヒナーは1835年2月にストラスブールに亡命、ベッカーは4月に逮捕され9年の懲役刑を受けたが、1839年に恩赦で釈放された。
牢獄を出たベッカーはチューリヒを経てジュネーヴに移り、ここで手工業者の集会に出入りして革命運動の基盤を作ろうとした。1841年に共産主義者ヴァイトリングと出会うと次第に彼の思想に共鳴し、ヴァイトリングの組織した「義人同盟」(Bundes der Gerechten) のスイス支部で活動、またヴァイトリングの主著『調和と自由との保証』 (Garantien der Harmonie und Freiheit) の執筆にも協力した。またこの頃カール・マルクスの『ライン新聞』(Rheinische Zeitung) の通信員として活動している。1843年にヴァイトリングが投獄されると「義人同盟」スイス支部の指導者となり共産主義思想の普及に努めた。
1845年にベッカーはスイスを追放され、アルザスに滞在した後1848年革命を受けてギーセンに戻った。ベッカーはこの地で再び農民や手工業者へ宣伝活動を行い、新聞『最後の審判の日』(Der jüngste Tag) を発行して大きな支持を得た。1849年にはヘッセン大公国の国会議員として選出され1853年まで議員を務めた。しかし革命に対する反動 (Reaktionsära) が起こると亡命を余儀なくされ、この年にスイスを経てアメリカ合衆国へ渡った。アメリカではボルチモアで『ヴェッカー』(Wecker) 紙、シンシナティで『ホッホヴェヒター』(Hochwaechter) 紙と『クリーア』(Courier) 紙を発行し共和党への支持や奴隷制反対を訴え続けた。1861年に起こった南北戦争ではニューヨーク連隊の従軍牧師として参加。その後はまたジャーナリズムの世界に戻り、1871年にシンシナティで死去した。